# Hechos de Felipe
Los  Hechos de Felipe  (Acta Philippi) es un libro apócrifo del género de los hechos de los Apóstoles del siglo IV a finales de hasta finales,  originalmente en quince hechos milagrosos del Apóstol Felipe

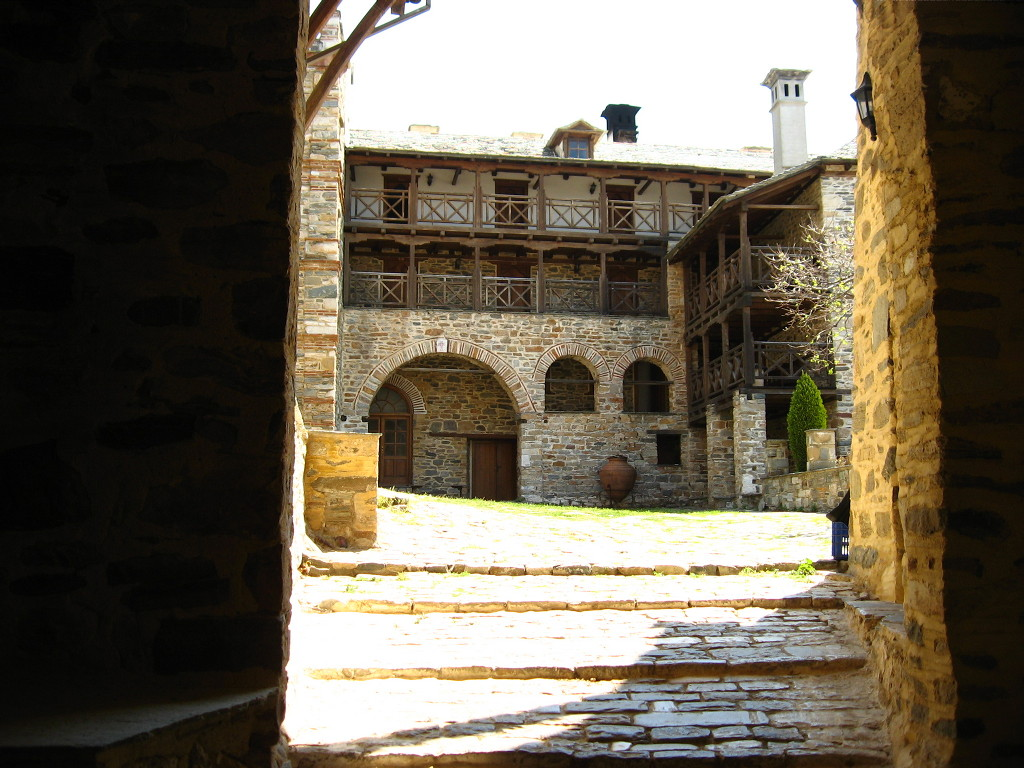
Patio del Monasterio de Xenophontos en Monte Atos donde se descubrió el texto completo de los Hechos de Felipe

## Historia
Los Hechos de Felipe están más representados por completo por un texto descubierto en 1974 por François Bovon y Bertrand Bouvier en la biblioteca del monasterio de Xenophontos en el Monte Atos en Grecia. El manuscrito data del siglo XIV, pero su idioma lo identifica como una copia de un original del siglo IV.  Muchas de las narrativas en el manuscrito ya se conocían de otras fuentes, pero algunas hasta ahora desconocían.
Bovon al principio sugirió que el personaje del texto llamado Marianne puede ser idéntico a María Magdalena. Sin embargo, siguiendo las especulaciones popularizadas del canal de descubrimiento en la tumba perdida de Jesús, Bovon se distanció públicamente de sus afirmaciones, retirando su afirmación publicada de que la Marianne de la tumba de talpiot discutida en la tumba perdida de Jesús es la misma persona, escribiendo en una carta abierta a la Sociedad de la Literatura Bíblica:
La Marianne de los Hechos de Felipe es parte del equipo apostólico con Felipe y Bartolomé; Ella enseña y bautiza: Felipe bautiza a los hombres, María bautiza a las mujeres. Al principio, su fe es más fuerte que la fe de Felipe. Esta representación de Mariamne se ajusta muy bien con la representación de María de Magdala en los Salmos de Mani, el Evangelio de María y Pistis Sophia. Mi interés no es histórico, sino en el nivel de las tradiciones literarias. He sugerido esta identificación en 1984 ya en un artículo de estudios del Nuevo Testamento. 
Se han publicado nuevas traducciones del texto completo descubiertas por Bovon en francés, 1996, y en inglés en 2012. Traducciones anteriores al inglés, como la de M.R. James, se basan en las colecciones de fragmentos que se conocían antes del descubrimiento de Bovon.

## Contenido
La narración cuenta que Jesús envió un grupo de seguidores para difundir su mensaje.  Los seguidores eran Felipe,  Bartolomé, y una mujer llamada Marianne, que se identifica en el texto como la hermana de Felipe, y es una figura principal en la segunda mitad del texto.  Forman una comunidad que parece practicar vegetarianismo y celibato, y usa una forma de eucaristía donde vegetales y agua   se consumieron en lugar de pan y vino. Mariamne viste ropa de hombre y ocupa puestos de autoridad comparables a los hombres, sirviendo como sacerdote y a diácono. Debido a esto, se ha propuesto que los hechos sean un texto encratite con influencias gnósticas, con la ropa de Mariamne reafirmando su resistencia ag contra la serpiente de la seducción de Eva por  Edén.
El grupo viaja por tierras paganas difundiendo el cristianismo realizando poderosos milagros, en una serie de ciclos que se ha descrito que deben "tanto a la doctrina cristiana, que tratan de respaldar, como a la materia prima de la mitología oriental y mediterránea,  que explotan descaradamente. " Entre sus logros milagrosos se encuentran la conversión de un leopardo que habla y una cabra que habla en compañeros adicionales, una hazaña familiar en los actos apostólicos.
Felipe y sus compañeros son enviados por Jesús a predicar en la ciudad de los "Ophianoi", paganos que adoran a una raza de serpientes y dragones.  Esta ciudad, llamada "Ophiorhyme", se identifica con Hierápolis, el sitio de la tumba y el culto de Felipe. El grupo atraviesa varias tierras de camino a la ciudad.  mientras exorciza monstruos, que se revelan ser demonios, así como la descendencia de las serpientes en las que Jannes y Jambres,hechiceros del Faraón (2 Timoteo  3:8) volvieron sus varas.  Después de su sumisión, Felipe los convierte en hombres negros para que construyan una iglesia antes de desaparecer. El grupo llega a la ciudad, donde los habitantes los atacan y los someten a juicios paganos.  , pero los derrotan haciendo milagros, y finalmente llegan al templo cerrado de la ciudad, donde se adora a la Equidna o madre de las serpientes. El templo y el monstruo son luego enviados al abismo en un milagro final.
Algunos de los episodios del texto se pueden identificar como pertenecientes a "ciclos" más estrechamente relacionados. Dos episodios que relatan los eventos de la comisión de Felipe (3 y 8) han sobrevivido tanto en versiones más cortas como más largas.  No hay narrativa de comisión en los textos supervivientes: la autoridad de Felipe se basa en las oraciones y bendiciones de Pedro y Juan y se ve reforzada explícitamente por una epifanía divina, en la que la voz de Jesús insta: ¡Date prisa, Felipe! He aquí, mi ángel está contigo,  no descuides tu tarea y Jesús anda en secreto con él (cap. 3).

## Ediciones
- Bovon, F., B. Bouvier, F. Amsler, Acta Philippi: Textus (Turnhout, 1999) (Corpus Christianorum, 11).
- Amsler, F. Acta Philippi: Commentarius (Turnhout, 1999) (Corpus Christianorum, 12).
- F. Amsler et A. Frey (еdd), Concordantia Actorum Philippi (Turnhout, 2002) (Instruments pour l’étude des langues de l’Orient ancien, 4).

## Traducciones
- F. Bovon, B. Bouvier, F. Amsler, Actes de l'apôtre Philippe: Introduction, notes et traductions, Turnhout: Brepols 1996 (= Apocryphes. Collection de poche de l'AELAC 8). ISBN 978-2-503-50422-3.
- François Bovon and Christopher R. Matthews, The Acts of Philip: a new translation, Baylor University Press, 2012. ISBN 9781602586550.

## Estudos
- De Santos Otero, "Acta Philippi," in W. Schneemelcher (ed), New Testament Apocrypha. vol. II (Writings Related to the Apostles, Apocalypses and Related Subjects) (Cambridge-Louisville, 1992), 468–473.
- Bovon, F., B. Bouvier, F. Amsler, Actes de l'apôtre Philippe (Tournhout, 1996)  (Apocryphes, 8).
- Bovon, F., "Mary Magdalene in the Acts of Philip", in F. Stanley Jones (ed.), Which Mary? (Atlanta: Society of Biblical Literature) 2002, 75–89.
- Bovon, F. "Women Priestesses in the Apocryphal Acts of Philip," in S. Matthews, C. Briggs Kittredge and M. Johnson-DeBaufre (eds), Walk in the Ways of Wisdom: Essays in Honor of Elisabeth Schüssler Fiorenza (Harrisburg, 2003), 109–121